# 大久保治男
大久保 治男（おおくぼ はるお、1934年〈昭和9年〉5月9日 - ）は、日本の法制史学者。井伊氏および彦根藩の研究者。駒澤大学名誉教授・武蔵野学院大学名誉学長。

## 来歴
1934年に東京都、小石川に生まれる。1947年に東京高等師範学校附属国民学校（現・筑波大学附属小学校）を卒業。その後1953年には東京教育大学附属中学校・高等学校（現・筑波大学附属中学校・高等学校）を卒業する。1954年、学習院大学政経学部中退。1958年、中央大学法学部を卒業。1960年、中央大学大学院法学研究科修了。1962年、東京大学教育学部研究生を経て東京大学法学部研究員となる。

### 職歴
- 1962年　山梨学院大学法学部専任講師。
- 1963年　山梨学院大学法学部助教授。
- 1966年　山梨県立女子短期大学助教授。
- 1974年　駒澤大学法学部教授。（~1997年）
- 1983年　駒澤大学大学院法学研究科教授。（~1997年）
- 1989年　駒澤大学法学部長。（~1991年）
- 1991年　駒澤大学大学院法学研究科委員長。
- 1993年　駒澤大学教務部長。（~1995年）
- 1996年　苫小牧駒澤大学設置準備委員会委員長。
- 1998年4月、苫小牧駒澤大学国際文化学部教授に就任。その後2002年3月まで苫小牧駒澤大学学長および苫小牧駒澤短期大学学長を勤める。
- 2003年、駒澤大学定年退職。退職後は2004年3月まで駒澤大学名誉教授[4]、武蔵野短期大学国際教養学科教授の座を務めた。
- 2004年、武蔵野学院大学副学長、武蔵野学院大学国際コミュニケーション学部長（~2008年3月）、武蔵野学院大学国際コミュニケーション学部教授。
- 2007年、武蔵野学院大学大学院国際コミュニケーション研究科長・武蔵野学院大学大学院国際コミュニケーション研究科教授。
- 2013年、武蔵野学院大学定年退職。武蔵野学院大学名誉学長。2014年、瑞宝中綬章を受章。[5]

#### 学外における役職
- 1970年、テレビ山梨番組審議会委員。
- 1971年、山梨県政百年史編纂専門委員・佐野市史編纂専門委員。
- 1979年、井伊直弼学問所埋木舎所有5代目当主。
- 1999年、苫小牧市文化財審議会委員として地元の文化財（主に近世）の調査・研究に参与。
- 2002年、中国・秦皇島市より栄誉市民に選ばれる。
- 2003年より中国・内蒙古師範大学（英語版）客員教授。

その他、上智大学、中央大学、創価大学、帝京大学、川村学園女子大学、国士舘大学、山梨学院大学、山梨大学、武蔵野短期大学等で非常勤講師を兼任した。

## 研究領域
喧嘩両成敗など日本法制史が専門。また、法律学だけでなく彦根藩重臣・大久保家文書の研究、文化人としての井伊直弼の研究など、日本史も手がけている。

## 家系
祖先は藤原氏の末流で、大久保忠正（大久保忠世・大久保忠教の従兄弟に当たる）が初代。井伊直政に仕えて以来、代々、彦根藩家老などを務める家柄であった。五代前の大久保小膳の尽力により埋木舎が取り壊されずに済み、その功績によって代々当主を務めることになる。埋木舎当主として、彦根藩、井伊家に歴史的価値を持つ「彦根藩大久保家文書」を彦根市へ2023年に寄贈している。

## 著書
- 『日本法制史概説』（芦書房 、1985年）
- 『大江戸刑事録』（六法出版社 、1985年）
- 『日本法制史』（共著、高文堂出版社 、1988年）
- 『江戸の犯罪と刑罰』（高文堂出版社 、1988年）
- 『井伊直弼の青春「埋木舎」』（高文堂出版社 、1991年）
- 『法学概説(改訂版)』（芦書房 、1995年）
- 『日本法制史史料60選』（芦書房 、1998年）
- 『埋木舎と井伊直弼』（サンライズ出版　淡海文庫 41、2008年）
- 『江戸の刑罰　拷問大全』（講談社＋α文庫、2008年）
- 『幕末彦根藩の側役 大久保小膳』（サンライズ出版　淡海文庫 60、2018年）
- 『埋木舎で培われた井伊直弼の茶の湯』（サンライズ出版 、2022年）
- など。